# Решен

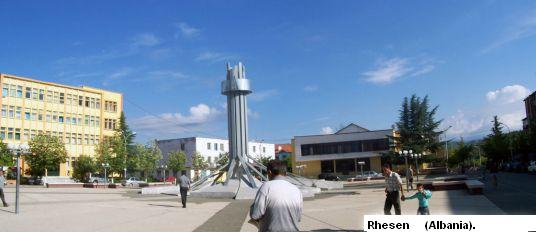

Решен (алб. Rrësheni) — невелике албанське місто і адміністративний центр округу Мірдіта, в північній частині Албанії. У 2011 році він мав населення 15 234 чоловік.
Як адміністративний центр, місто має школи й лікарні. Після падіння комуністичної епохи, нові об'єкти, такі як готелі, ресторани і культурні центри з'явилися в цьому районі. Через місто проходить маршрут з кордону Косова до Тирани і Дурреса, забезпечуючи гарний зв'язок зі столицею та Адріатикою. До Другої світової війни, місто було класифіковане як невелике село, але адміністративні зміни і зростання в гірничодобувній промисловості призвели до надання Решену статусу міста, хоча з моменту падіння комунізму, більшість шахт стали занедбані. Це призвело до масової міграції в Тирану і  більш великі промислові центри.